# Antoine Waechter

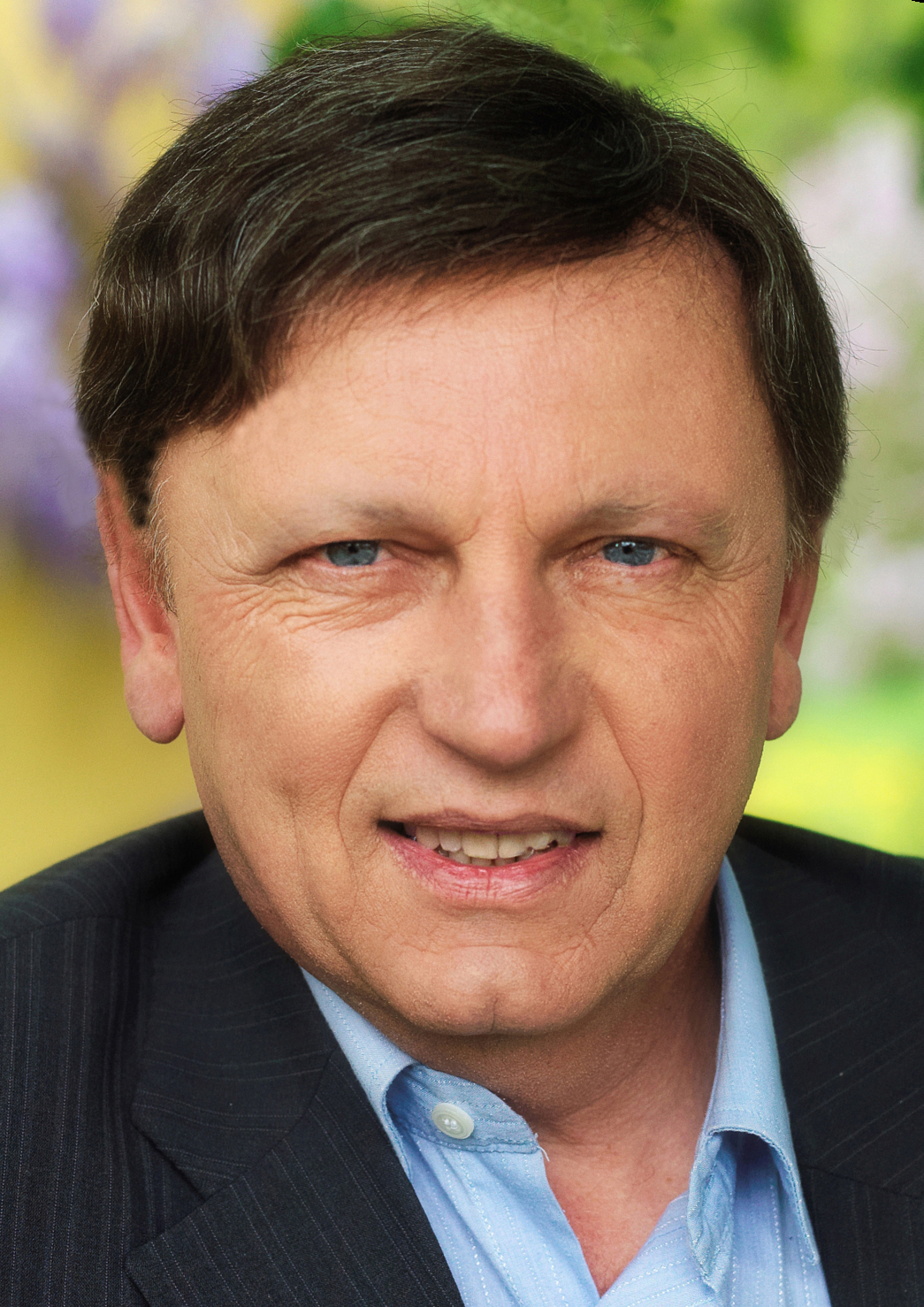
Antoine Waetcher (2011).

Antoine Waechter es un político francés de tendencia ecologista, nacido el 11 de febrero de 1949 en Mulhouse (Alto Rin).

## Mandatos políticos
- Diputado europeo de 1989 a 1991
- Consejero regional de Alsacia de 1986 a 1989 y de 1992 a 1998
- Vicepresidente del Consejo regional de Alsacia de 1989 a 1991 y de 1992 a 1998
- Consejero municipal de Mulhouse de 1989 a 1994
- Consejero municipal de Fulleren desde marzo de 2001